# Tiranno orientale
Il tiranno orientale (Tyrannus tyrannus, Linnaeus, 1758) è un uccello passeriforme appartenente alla famiglia Tyrannidae.

## Descrizione
Conosciuto anche con l'appellativo di "re dei tiranni orientale"  raggiunge una lunghezza massima di circa 23 cm, superando la maggior parte delle specie della stessa famiglia per dimensioni. Le piume ricoprenti la parte superiore della testa sono grigio scuro, così come quelle del dorso, delle ali e della coda. L'addome, insieme alle penne timoniere della coda, è invece nettamente più chiaro, con tonalità tendenti al bianco. Può inoltre capitare che i maschi abbiano alcune piume rossicce sul capo. Il becco è corto, con una ranfoteca sulla parte sopra. Si tratta di un uncino che aiuta il tiranno nella caccia agli insetti, poiché ne facilita la presa. È una specie migratrice, perciò le ali sono lunghe ed appuntite, in maniera tale da facilitare il volo prolungato.

## Distribuzione
Il tiranno orientale si riproduce in Nord America e con l'arrivo dell'inverno si sposta in Sud America. Qui perde il suo carattere aggressivo e territoriale e si muove in stormi. I pigliamosche, uccelli affini vivono in Eurasia. Queste due specie vengono definite vicarie: svolgono ruoli simili in diverse zone del pianeta, senza entrare in conflitto fra di loro. 

## Biologia

### Alimentazione e Predatori
È insettivoro, tuttavia non disdegna frutti o bacche, specialmente durante il periodo che viene trascorso in America Meridionale. Caccia volando: rimane poggiato su un trespolo e, quando avvista un insetto, inizia subito ad inseguirlo. Dopo che questo viene preso torna al suo ramo per mangiarlo e, terminato il pasto, il ciclo ricomincia. Poiché ciascun individuo è capace di divorare un enorme numero di invertebrati ogni giorno, il tiranno orientale svolge un ruolo essenziale nel controllo della popolazione delle sue prede. Mentre gli adulti hanno pochi nemici, i piccoli di questa specie, soprattutto quando sono incapaci di volare, sono spesso attaccati da corvidi. Possono però contare sulla ferocia dei propri genitori che non esitano infatti a scagliarsi contro eventuali aggressori fugandoli. 

### Riproduzione
Maschi e femmine sono quasi uguali, tranne per il fatto che queste ultime sono di dimensioni leggermente ridotte. Durante la stagione degli amori i maschi difendono tenacemente il proprio territorio e le proprie fonti di cibo dai rivali. Il nido assume solitamente una forma di tazza, viene costruito con rami intrecciati tra di loro ed è ricoperto di piume al suo interno. Le uova deposte possono arrivare ad un massimo di 5 ed il loro colore è un bianco costellato di macchioline marroni. Una volta nati, i pulcini sono assolutamente inermi e senza piume, per questo motivo i genitori li difendono costantemente e li accudiscono per un periodo che va dalle 6 alle 7 settimane.